# Atomic Mega Hits vol. 5

Atomic Mega Hits vol. 5 este o compilație de muzică dance, lansată în 2000 de către casa de discuri „EMI Electrola GmbH”.

## Piese
1. Fuego - Chitara mea 3:40
2. Alina - Vreau să mă distrez 3:16
3. Capuccino - În exces (Sex la lumina lumânării) 3:40
4. Foișorul de foc - Dacă tu ai putea 3:42
5. Nicola - Turquoise 4:38
6. Gashka - În genunchi îți cer iertare 5:20
7. Bosquito - Gata 3:40
8. t-Short - Prin ploaie 3:59
9. N & D - Eu sunt vinovat 3:48
10. Bambi - Doi ochi căprui 4:08
11. Candy - Nu mai vreau singurătate 4:18
12. Mădălina Manole - Da, te iubesc 4:12
13. Catharsis - La Moldova toamnele 5:21
14. Body&Soul - Super Femei 2:55
15. Non Stop - În urma ta 4:10
16. La Familia & Monik - Atât de greu 4:15
17. Verdikt - Vine poliția 5:21